# 土地日

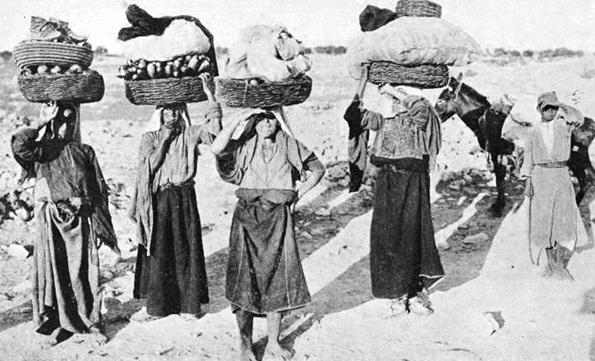
來自耶路撒冷和伯利恆之間的一個村莊巴地尔的阿拉伯農民婦女（“法拉欣”）將農產品帶到市場（1910年）

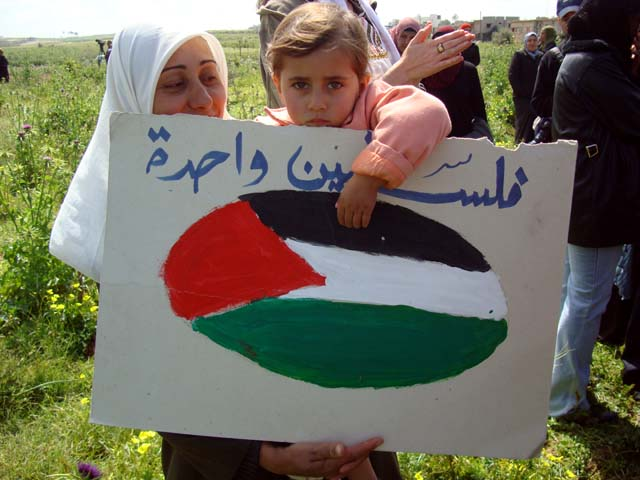
巴勒斯坦加沙地帶的拜特哈農一名女孩在土地日紀念活動中拿着標語

土地日（阿拉伯语：يوم الأرض，Yom al-Ard，Yom HaAdama）定于每年3月30日，是巴勒斯坦人紀念1976年3月30日在守護土地抗爭中發生的慘案而建立的主题日。當時以色列政府宣佈計劃強占數以萬計杜納畝土地用作定居目的，為表示反對，從北方的加利利到南方的內蓋夫的阿拉伯人城鎮組織了大罷工和遊行。在隨後與以色列軍隊和警察的衝突中，六名手無寸鐵的阿拉伯裔以色列人慘遭殺害，數百人被捕。
巴以衝突的學術研究將土地日視為在土地抗爭之中，以及對於阿拉伯公民和以色列國家與政體的關係的關鍵事件。這是1948年以來，以色列的阿拉伯人第一次以巴勒斯坦民族集體的身份，回應以色列的政策。此後土地日成為巴勒斯坦民族政治中每年重要的紀念日，不僅以色列的阿拉伯公民，也是散落全世界的巴勒斯坦人所紀念的日子。

## 背景
巴勒斯坦託管地的阿拉伯人主要是農民(法拉欣)，其中75%在以色列建國之前靠土地為生。 1948年巴勒斯坦戰爭期間，1948年巴勒斯坦人被驅逐和逃亡後，土地繼續在 156,000 名留在以色列國境內的巴勒斯坦阿拉伯人的生活中發揮著重要作用，成為社區身份、榮譽和目標的源泉.

## 事件經過
以色列政府宣佈計畫充公加利利地區的土地作為官方用途，影響到阿拉伯人村莊薩赫寧與阿拉巴之間約20,000杜納畝土地，其中6300杜納畝是阿拉伯人擁有。1976年3月11日政府發表充公計劃。
政府決定沒收土地計畫的同時，宣佈對薩赫寧、阿拉巴、代爾漢納、圖爾安、塔姆拉及卡布勒這數個村莊實施宵禁，從3月29日下午5時起生效。阿拉伯人地區領袖呼籲在3月30日舉行大罷工和遊行，抗議政府強占土地。政府宣佈所有示威都是非法的，並威脅會將「鼓動者」解僱，例如鼓勵學生參與的學校教師。以色列政府的威嚇並不奏效，很多教師帶領學生參與以色列全國的阿拉伯人城鎮的罷工和遊行，從北部的加利利到南部的內蓋夫。在西岸地區、加沙地帶及在黎巴嫩的幾乎所有巴勒斯坦難民營也同時發動罷工表示團結。
為了先發制人，以色列政府在加利利出動了4000名警察，包括一個由直升機載着的戰術小組和軍方的幾個部隊。軍隊獲准在加利利各村莊的土路上開着裝甲運兵車和坦克。在抗議中四名無武器的示威者被軍方殺害，另有兩名被警察殺害，其中三名遇害者是女性。又有約一百名阿拉伯人受傷，幾百人被捕。

## 影響

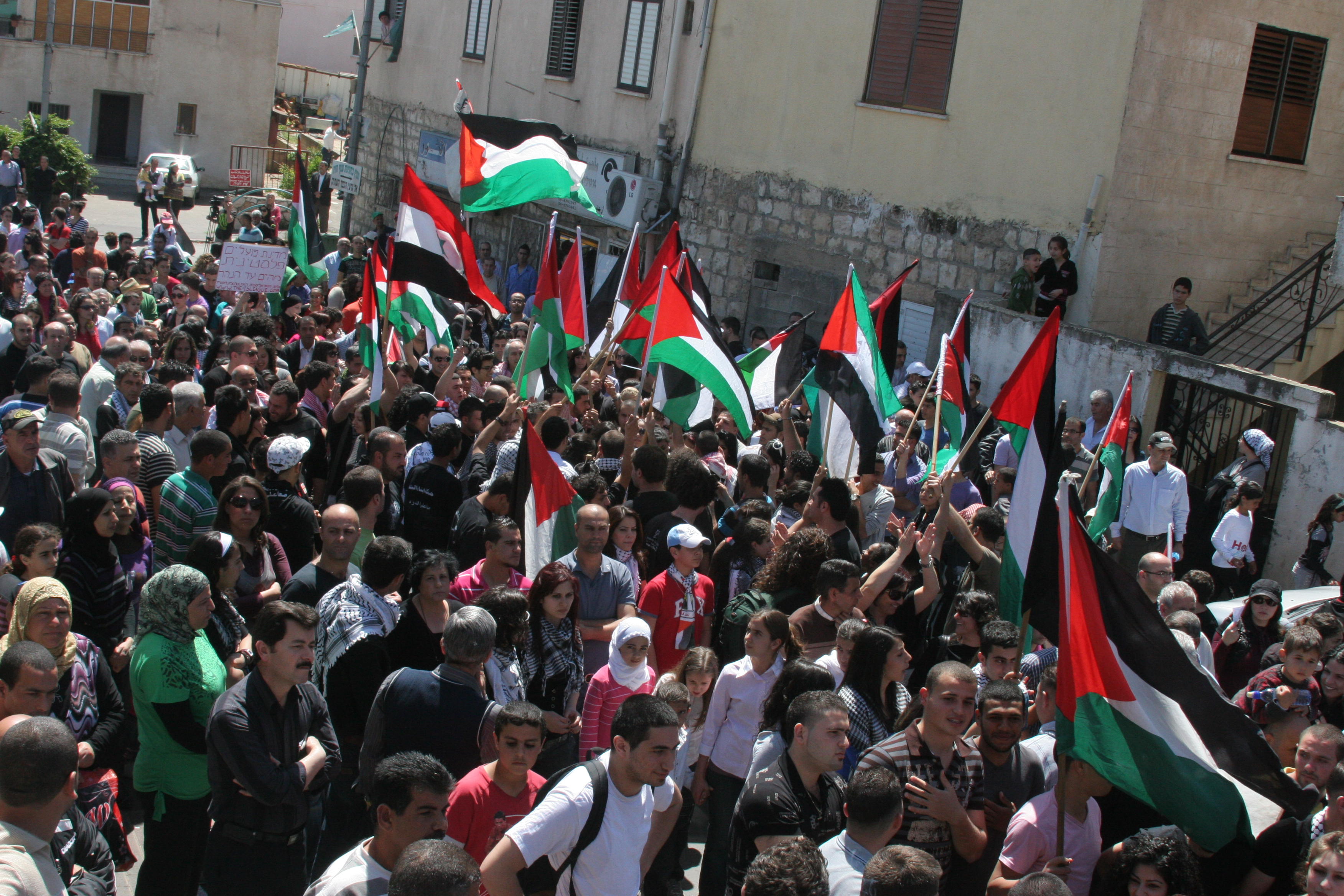
以色列薩赫寧2010年土地日遊行

對於巴勒斯坦人來說，「土地日」已成為紀念和致敬在守護土地和身份的鬥爭中犧牲的人的日子。阿拉伯裔以色列人經常在這一日表達對政治的不滿，特別是針對土地和公民的平等權利問題。在1988年，他們宣佈土地日應該是「巴勒斯坦－以色列的民間全國紀念日，以及展示與西岸和加沙的巴勒斯坦人民族認同的日子，將在每年這日示威和大罷工以紀念。」

## 書目
- Abdo, Nahla; Lenṭin, Ronit. . Berghahn Books. 2002. ISBN 978-1-57181-498-2. ISBN 1-57181-498-1 (10)..
- Bar-Tal, Daniel; Teichman, Yona.  Illustrated, reprint. Cambridge University Press. 2005. ISBN 978-0-521-80797-5. ISBN 0-521-80797-2.[].
- Byman, Daniel. . JHU Press. 2002. ISBN 978-0-8018-6804-7. ISBN 0-8018-6804-1.
- Endelman, Todd M.  Illustrated. University of Michigan Press. 1997. ISBN 978-0-472-06592-9. ISBN 0-472-06592-0.
- Frankel, William. . Fairleigh Dickinson University Press. 1988. ISBN 978-0-8386-3343-4. ISBN 0-8386-3343-9.
- International Jewish Peace Union, (IJPU).  Nos. 130–147. Magelan S.A.R.L. 1987.
- Herb, Guntram Henrik; Kaplan, David H.  Illustrated. Rowman & Littlefield. 1999. ISBN 978-0-8476-8467-0. ISBN 0-8476-8467-9 (10)..
- Holzman-Gazit, Yifat. . Ashgate Publishing, Ltd. 2007  [2018-04-02]. ISBN 978-0-7546-2543-8. ISBN 0-7546-2543-5 (10). （原始内容存档于2019-09-16）..
- Kimmerling, Baruch; Migdal, Joel S.  Illustrated. Free Press. 1993. ISBN 978-0-02-917321-3. ISBN 0-02-917321-3 (10)..
- Kimmerling, Baruch; Migdal, Joel S.  Illustrated. Harvard University Press. 2003. ISBN 978-0-674-01129-8. ISBN 0-674-01129-5 (10)..
- Lévy, Daniel; Weiss, Yfaat.  Illustrated. Berghahn Books. 2002. ISBN 978-1-57181-292-6. ISBN 1-57181-292-X.
- McDowall, David.  Illustrated, reprint. I.B.Tauris. 1990. ISBN 978-1-85043-289-0. ISBN 1-85043-289-9 (10)..
- Masalha, Nur; Said, Edward W. Nur Masalha , 编. . Zed Books. 2005. ISBN 978-1-84277-623-0. ISBN 1-84277-623-1 (10)..
- Payes, Shany.  Illustrated. I.B. Tauris. 2005. ISBN 978-1-85043-630-0. ISBN 1-85043-630-4.
- Nassar, Jamal Raji; Heacock, Roger.  Illustrated. Greenwood Publishing Group. 1990. ISBN 978-0-275-93411-8. ISBN 0-275-93411-X.
- Schulz, Helena Lindholm; Hammer, Juliane.  Annotated. Routledge. 2003. ISBN 978-0-415-26820-2. ISBN 0-415-26820-6.
- Sorek, Tamir. . Stanford, CA: Stanford University Press. 2015  [2018-04-02]. ISBN 9780804795180. （原始内容存档于2020-11-28）.
- Yiftachel, Oren.  Illustrated. University of Pennsylvania Press. 2006. ISBN 978-0-8122-3927-0. ISBN 0-8122-3927-X.